# Ericssonproces
Het Ericssonproces is een kringproces bekomen door het Braytonkringproces te verbeteren. Dit wordt gedaan door expansie- en compressietrappen toe te voegen met regeneratie en tussenkoeling. Het limietgeval is dus een oneindig aantal van deze trappen, telkens met tussenkoeling (compressie) en herverwarming (expansie) tot aan dezelfde temperatuur van de inlaat van de eerste trap. Dit resulteert in een continue opvolging van evenwichtig isentrope en isobare stukjes wat leidt tot een isotherm.